# The Frank and Jess Story
Albums par Kurupt
Digital Smoke
(2007) BlaQKout
(2009)
Albums par Roscoe
Stray Dogg: Off Tha Leash, Off Tha Chain
(2008)
Singles
1. Break It Down Like
Sortie : 2 septembre 2008

The Frank and Jess Story est un album collaboratif de Kurupt et Roscoe, sorti le 30 septembre 2008.
L'album s'est classé 82e au Top R&B/Hip-Hop Albums.

## Liste des titres
| No  | Titre                                                   | Contient un (des) sample(s) de                               | Durée |
| --- | ------------------------------------------------------- | ------------------------------------------------------------ | ----- |
| 1.  | Intro                                                   |                                                              | 1:27  |
| 2.  | Hate on Me (featuring Kokane)                           |                                                              | 4:23  |
| 3.  | Break It Down Like (featuring Too $hort)                |                                                              | 4:26  |
| 4.  | Game Been Missin' (featuring Daz Dillinger)             |                                                              | 4:13  |
| 5.  | All I Need (featuring Daz Dillinger)                    | Make Me Say It Again Girl (Part 1 & 2) des Isley Brothers    | 4:14  |
| 6.  | I Like Dem Girls (featuring Gail Gotti)                 |                                                              | 3:25  |
| 7.  | Where Ya Gonna Go (featuring Kokane)                    |                                                              | 4:28  |
| 8.  | Bustin'                                                 |                                                              | 5:42  |
| 9.  | I Miss U (featuring Gail Gotti)                         | Feel the Fire de Teddy Pendergrass featuring Stephanie Mills | 4:18  |
| 10. | Smashin'                                                |                                                              | 2:44  |
| 11. | Lap Dance                                               |                                                              | 3:52  |
| 12. | No Time to Waste (featuring Kokane, Rob Quest et T-Mac) |                                                              | 4:25  |
| 13. | Gone From the Ghetto                                    |                                                              | 3:05  |
| 14. | Break It Down Like                                      |                                                              | 4:40  |
| 15. | I Got U                                                 |                                                              | 4:18  |